# Wen-Sinn Yang
Wen-Sinn Yang (Berne, 1965) est un violoncelliste suisse né de parents d'origine taïwanaise. 

## Biographie
Wen-Sinn Yang étudie avec Claude Starck au Conservatoire de Zurich et avec Wolfgang Boettcher à la Haute école des arts de Berlin. Il assiste en outre à des classes de maître auprès de Janos Starker et David Geringas. En 1989, Yang est nommé premier violoncelliste solo de l'orchestre symphonique de la radio bavaroise. En 1991, il remporte le premier prix du Concours international de Genève. 
La carrière de concertiste de Yang le mène à jouer sous la direction de chefs d'orchestre tels que Lorin Maazel, Colin Davis, Wolfgang Sawallisch et Semyon Bychkov. En tant que musicien de chambre, Wen-Sinn Yang est membre de trios : le « Trio Kandinsky » et le « Trio Schäfer, Then-Bergh, Yang ». Il a été également le partenaire des violonistes Julia Fischer, Lisa Batiashvili, Thomas Brandis et Ingolf Turban ; du Quatuor Auryn, de l'altiste Hermann Voss et du clarinettiste Eduard Brunner.
De 1995 à 1997, il enseigne à l'Académie de musique de Sarrebruck. De 1998 à 2011, Yang est le directeur artistique du festival de musique de chambre des Domleschger Sommerkonzerte (Concerts d'été) en Suisse. 
Depuis 2005, Wen-Sinn Yang est professeur de violoncelle à l'École de musique de Munich.

## Discographie (sélection)
Wen-Sinn Yang a enregistré une quarantaine disques pour les labels Arts, Wergo, BIS Records, CPO et Oehms Classics.
- Popper, Concertos pour violoncelle n° 1-3 - Orchestre de la radio de Cologne, dir. Niklas Willen (CPO) (OCLC 913868524)
- Adrian Oetiker, Récital pour violoncelle et piano, des Œuvres, entre autres, de Kodály, Schubert, Dohnanyi, Kreisler, Brahms (Oehms)
- Piatti, 12 Capricci op. 25, pour violoncelle seul ; Capriccio sur un thème de Niobe de Pacini, op. 21 ; Rimembranze del Trovatore, op. 20° - Wen-Sinn Yang, violoncelle Matteo Goffriller, Venise 1753 et David Tecchler, Rome 1730° ; Chifuyu Yada, piano (décembre 1998/décembre 2000, Arts 47639-2)
- Davidoff, Concertos pour violoncelle nos 1, 2 et 3, 4 - Orchestre symphonique national de Lettonie, dir. Terje Mikkelsen (novembre 1997 et mars 1998, 2CD séparés CPO 777 263-2) (OCLC 123312766 et 767878647)
- Servais, Œuvres pour violoncelle et orchestre (CPO) (OCLC 884909464)
- Haydn, concertos pour violoncelle n° 1 & 2 (Oehms Classics)
- Bach, 6 Suites pour violoncelle seul, BWV 1007-1012 (Arthaus)
- Dvořák, Œuvres pour violoncelle et Orchestre (Arts Music)
- Boccherini, 4 concertos pour violoncelle G482, 483, 479, 480 - Streicherakademie Bozen, dir. Georg Egger (juillet 1999, SACD Arts Music 47754-8) (OCLC 891207950)
- Reimann, Per violoncello e pianoforte ed arpa (Wergo)
- Strauss, Romance en fa majeur, pour violoncelle et piano (Arts Music)
- Virtuoso - Œuvres pour violoncelle seul de Kodály, Bottermund, Ysaÿe, Klengel et Cassado (Avie Records) (OCLC 767865843)